# Monopeltis decosteri
Monopeltis decosteri — вид плазунів з родини амфісбенових (Amphisbaenidae). Мешкає в Південній Африці.

## Поширення і екологія
Monopeltis decosteri мешкають на півдні Мозамбіку, на південному сході Зімбабве та на північному сході Південно-Африканської Республіки, на території Національного парку Крюгер. Вони живуть в сухих саванах, серед піщаного ґрунту.